# Curb Records
Curb Records é uma gravadora dos EUA fundado por Mike Curb em 1963.